# Bernhard von Königseck
Bernhard von Königseck (* 1587; † 19. Juni 1653) war ein preußischer Staatsmann.

## Leben
Bernhard war Angehöriger der preußischen Linie derer von Königseck. Er wurde 1614 Hofgerichtsrat. 1625 wechselte er als Landrat und Hauptmann nach Angerburg. Er war seit 1636 Landesdirektor und Hauptmann von Brandenburg. Königseck war einer der drei preußischen Gesandten, welche den Vertrag von Stuhmsdorf mit aushandelten. Am 1. Mai 1641 wurde er zum Oberrat und Oberburggraf in Preußen bestellt.
Er war auch Kurfürstlich-Brandenburgischer Regimentsrat sowie Erbherr auf Skandau.